# Rai 1
Rai 1 je první program italské veřejnoprávní televize Rai.

## Charakteristika
Jde o nejsledovanější kanál v Itálii, jeho průměrná sledovanost je 4 milionu diváků, výjimečně dosahuje i nad 10 milionu diváků. Jeho náplň představují především pořady pro rodinu, soutěže, zábavné pořady, filmy a seriály z vlastní produkce, v nočních hodinách i pořady z archivu. Obdobné vysílací schéma má britská BBC One. Filmy a seriály jsou zde zastoupeny exkluzivně italskou a evropskou produkcí (především Rai), a to až z 95 %. Seriály a filmy z mimoevropské produkce se zde objevují velmi zřídka a pokud ano, většinou o vánočních svátcích. Publicistika se až na výjimečné události nevysílá. Ta je zastoupena ve větší míře na kanálech Rai 3 a Rai News24. Rai 1 vysílá volně ze satelitu Hot Bird a Eutelsat 5W.

## Výběr pořadů
- La Prova del cuoco – pořad o vaření, denně od 12 hod.; patří k nejsledovanějším denním pořadům a jeho průměrná sledovanost je 3,5 milionů diváků; formát je převzat od BBC Ready Steady Cook.

- La vita in diretta – talk show, každé odpoledne od 16 hod.; během dvouhodinového vysílání se v pořadu vystřídá i několik hostů ze světa šoubyznysu, sportu, politiky a kultury, sleduje v přímém přenosu dění v celé Itálii a také ve světě.

- L'ereditá – zábavná soutěž připomínající kvíz Chcete být milionářem?, denně od 19 hod.

- Geniální přítelkyně –  dramatický seriál podle románu Eleny Ferrante.

- Jméno Růže –  dobrodružný seriál podle slavného románu Umberta Eca.

- Komisař Montalbano –  kriminální seriál odehrávající se na Sicílii, který vypráví reálné policejní případy sicilské policie.

- Che tempo che fa – talk show s osobnostmi ze světa showbyznisu, politiky a kultury (moderuje Fabio Fazio), neděle od října do května od 20:35 hod.

- TG1 – hlavní vydání vysílána v 8, 13:30 a ve 20 hod. a krátce po půlnoci.